# Streets of Rage 2
 (août 2018).
Si vous disposez d'ouvrages ou d'articles de référence ou si vous connaissez des sites web de qualité traitant du thème abordé ici, merci de compléter l'article en donnant les références utiles à sa vérifiabilité et en les liant à la section « Notes et références ».
Streets of Rage 2 (ベア・ナックルII 死闘への鎮魂歌, Bare Knuckle II: Shitō e no Requiem) est un jeu vidéo d'action de type beat them all développé par Sega AM7 et édité par Sega, sorti en 1992 sur Mega Drive. La musique de jeu est signée Yūzō Koshiro. C'est un jeu qui a marqué la Mega Drive, et même de son époque en général. Il fait partie de la série Streets of Rage.

## Histoire
Cela fait déjà un an que les anciens policiers Adam Hunter, Axel Stone et Blaze Fielding ont anéanti le syndicat du crime et vaincu son chef : le mystérieux « M. X. » Axel travaille maintenant comme garde du corps et Blaze comme professeur de danse. Adam, de son côté, a réintégré les forces de police et habite une maison aux portes de la ville avec son jeune frère : Eddie Hunter, dit « Skate. » Un jour, Axel reçoit un appel téléphonique de Skate, affolé. En effet, en rentrant de l'école, le jeune garçon a retrouvé la maison déserte et retournée sens dessus-dessous. Il a également appelé le commissariat mais personne n'a vu son frère de la journée. Arrivés sur place, Axel et Blaze découvrent, sur la porte d'entrée délabrée, une photo montrant Adam enchaîné aux pieds d'un homme qu'ils reconnaissent aussitôt. La disparition d'Adam est le prélude d'une nouvelle vague de violence et de chaos sur la ville. Axel et Blaze tentent de recontacter leurs anciens collègues de la police, notamment ceux qui les avaient aidés avec l'artillerie dans le premier volet, mais ces derniers ont été renvoyés ou mutés ailleurs. Secondés par Skate, le frère d'Adam, et Max « Thunder » Hatchett, un catcheur et ami d'Axel, les deux anciens policiers sont fermement déterminés à secourir leur ami et à détruire M. X une fois pour toutes…

## Système de jeu
Le jeu est un beat them all classique, ressemblant beaucoup à Final Fight de Capcom, où le joueur choisit parmi quatre personnages et affronte dans des niveaux variés de nombreux ennemis.
Trois boutons d’action sont disponibles : il est possible de sauter, frapper, et faire une attaque spéciale (qui consomme l’énergie du joueur qui l’exécute). Le joueur trouve au cours du jeu différentes armes, qu’il est possible d’utiliser directement contre les ennemis ou de lancer.
De nombreux coups et possibilités ont été ajoutés par rapport à Streets of Rage, les sprites sont désormais plus imposants et la musique de Yūzō Koshiro très réussie (rythmes saccadés, sons électroniques et grande maîtrise du processeur sonore de la Mega Drive) ont fait de ce jeu un classique immédiat et indémodable de l’ère 16 bits.

## Personnages
Adam, personnage disponible dans le premier volet ne fait cette fois plus partie que du scénario du jeu (il a été enlevé et le joueur part affronter le crime pour le délivrer), en revanche son petit frère Skate est désormais présent et l'ami d'Axel Max (qui est un catcheur) vient compléter l'équipe.
4 personnages sont disponibles : 
- Axel Stone : le héros de la série. Toutes ses caractéristiques sont moyennes, sauf la technique qui est au maximum et les sauts qui sont au minimum.
- Blaze Fielding : figure importante de la série présente à chaque épisode. Caractéristiques moyennes, aussi puissante qu'Axel et aussi rapide.
- Sammy (Eddie « Skate » en occident) Hunter : personnage très rapide (le seul capable de courir dans SoR2) et agile, peu puissant, ses sauts sont les mieux notés, dans les caractéristiques du jeu.
- Max « Thunder » Hatchett : personnage lent mais très puissant et très endurant.

## Équipe de développement
- Main Planning : Cadmix
- Planning : Talk Uchimura, Ayano Koshiro, Mikito Ichikawa
- System Design : Talk Uchimura
- Lead Programming : Akitoshi Kawano
- Lead Enemy Programming : Yukio Takahashi
- Enemy / Demo Programming : Tatsuya Sato, Djinni, Noritaka Yakita
- Compositeurs musique : Yūzō Koshiro, Motohiro Kawashima
- Effets sonores : Yuzo Koshiro
- Sound Driver : Takeshi Maruyama
- Project Management : Wanta
- Object Design : Ayano Koshiro, Hitoshi Ariga, Tomoharu Saitoh, Anything, Pochi
- Main Design : Ayano Koshiro
- Background Design : Koji Utsunomiya, Tsurugi Oda, Akishi Imai, Kouhei Ichikawa, Satoshi Nakai, Koichiro Kobayashi, Atsumiya Seishi, Ayano Koshiro

## Reception
Le jeu reçoit la note de 93% dans le magazine Joypad (magazine)

## Conversions
Streets of Rage a connu diverses conversions :
- Sur Master System et Game Gear (les versions sont quasiment identiques) : les graphismes et le son sont moins fins que sur le jeu original, mais l’adaptation est correcte et fidèle même si Max n’y est plus disponible.
- Sur Mega Play : identique à la version américaine de Streets of Rage 2 Mega Drive.
- Sur Dreamcast le jeu est une conversion moyenne de la version Mega Drive, sorti dans une compilation (Sega Smash pack).
- Sur Xbox 360 disponible via le Xbox live arcade, jouable en coopération ou l'un contre l'autre via le Xbox Live ou en local.
- Sur PlayStation 3 disponible via le PlayStation Store, jouable en coopération ou l'un contre l'autre via le PlayStation Network ou en local.
- Sur Nintendo 3DS disponible sur l'e-shop, jouable en ccopération ou duel en local.
- Sur Mega Drive Mini.